# Uromyces silksvleyensis
Uromyces silksvleyensis är en svampart som beskrevs av Mennicken & Oberw. 2004. Uromyces silksvleyensis ingår i släktet Uromyces och familjen Pucciniaceae.   Inga underarter finns listade i Catalogue of Life.